# Agnieszka Żebrowska
Agnieszka Elżbieta Żebrowska – polska dermatolog, prof. dr hab. nauk medycznych, profesor I Katedry Dermatologii i Wenerologii Uniwersytetu Medycznego w Łodzi.

## Życiorys
Odbyła studia w Akademii Medycznej w Łodzi, 6 czerwca 2003 obroniła pracę doktorską Opryszczkowate zapalenie skóry w aspekcie zaburzeń metabolicznych kośćca, otrzymując doktorat, a 23 października 2012 habilitowała się na podstawie oceny dorobku naukowego i pracy habilitacyjnej.
14 stycznia 2021 roku otrzymała nominację profesorską.
Obecnie na stanowisku profesora I Katedry Dermatologii i Wenerologii Uniwersytetu Medycznego w Łodzi.
Pełni funkcję kierownika Kliniki Dermatologii i Wenerologii Uniwersyteckiego Szpitala Klinicznego nr 2 Łodzi.

## Wybrane publikacje
- Immbalance of MMP1, MMP2, MMP9, MMP10 and their Tissue Inhibitors (TIMP1, TIMP2, TIMP3) in Dermatitis Herpetiformis[1]
- Rola cytokin w patomechanizmie chorób pęcherzowych[1]
- 2005: Zmiany w płucach u chorych z twardziną układową a stężenie naczyniowo-śródbłonkowego czynnika wzrostu (VEGF)[1]
- 2005: The imbalance between metalloproteinases and their tissue inhibitors is involved in the pathogenesis of dermatitis herpetiformis[1]
- 2008: Twardzina układowa i ograniczona do skóry – zaburzenia w stężeniu wybranych czynników w surowicy odpowiedzialnych za zmiany naczyniowe i ekspresja CD34 w chorobowo zmienionej skórze[1]
- 2008: Ekspresja wybranych chemokin i ich receptorów w zmianach chorobowych i skórze pozornie niezmienionej u chorych na pemfigoid[1]
- 2009: Twardzina układowa i ograniczona do skóry – zaburzenia w stężeniach wybranych czynników w surowicy odpowiadają za zmiany naczyniowe i ekspresję CD 34 w chorobowo zmienionej skórze[1]
- 2009: Expression of Selected Adhesion Molecules in dermatitis Herpetiformis and Bullous Pemphigoid[1]